# Miguel Ángel Benítez
Miguel Ángel Benítez Pavón (Santísima Trinidad, 1970. május 19. –), becenevén Peque Benítez, paraguayi labdarúgócsatár.
A paraguayi válogatott színeiben részt vett az 1998-as labdarúgó-világbajnokságon.